# آکا-۷۴
آکا-۷۴ (AK-74) (روسی: Автомат Калашникова образца 1974 года) (فارسی: آفتامات کالاشنیکف 74) تفنگ تهاجمی است که در اوایل دههٔ هفتاد میلادی توسط میخائیل کلاشنیکف به عنوان جایگزینی برای آکا-ام که آن تفنگ هم بهبودیافتهٔ آکا-۴۷ بود طراحی شد. در این تفنگ از فشنگ ۳۹×۵٫۴۵ میلی‌متری که نسبت به تفنگ‌های قبلی کالاشنیکف کوچک‌تر است استفاده می شود.به کار گیری این اسلحه در خاورمیانه رواج زیادی دارد.